# Antidorcas marsupialis
Antidorcas marsupialis (Zimmermann, 1780) – più comunemente noto con il nome in lingua afrikaans di springbok – è un'antilope di medie dimensioni presente esclusivamente nelle regioni meridionali e sud-occidentali dell'Africa.
Unico membro del genere Antidorcas, fu descritto per la prima volta dallo zoologo tedesco Eberhard August Wilhelm von Zimmermann nel 1780.
Ne sono state identificate tre sottospecie.
Antilope dalle forme leggere e dalle lunghe zampe, lo springbok raggiunge 71–86 cm di altezza al garrese e pesa tra i 27 e i 42 kg. Entrambi i sessi sono muniti di un paio di corna nere, lunghe 35–50 cm, che si incurvano all'indietro. Lo springbok è caratterizzato da una faccia di colore bianco, con una striscia scura che va dagli occhi fino alla bocca, da un manto di colore marrone chiaro su cui spicca una striscia bruno-rossastra che attraversa i fianchi, dalla parte alta delle zampe anteriori alle natiche, e da un lembo di lunghi peli bianchi sul posteriore.
Attivo prevalentemente all'alba e al crepuscolo, lo springbok forma harem (branchi composti da individui di entrambi i sessi). In passato gli springbok del deserto del Kalahari e del Karoo migravano in gran numero attraverso la regione, nel corso di spostamenti che venivano chiamati trekbokken. Una caratteristica unica dello springbok è il pronking, una serie di salti in aria, fino a 2 m di altezza dal suolo, effettuati con le zampe tese, il dorso inarcato e i peli bianchi del posteriore sollevati. Lo springbok è principalmente un brucatore che si nutre di arbusti e succulente; questa antilope può vivere senza bere per anni, ricavando tutta l'acqua di cui ha bisogno dalla vegetazione succulenta di cui si nutre. La riproduzione può avere luogo in ogni periodo dell'anno, ma il picco delle nascite si riscontra durante la stagione delle piogge, quando il cibo è più abbondante. Dopo una gestazione di cinque-sei mesi nasce quasi sempre un unico piccolo; lo svezzamento avviene verso i sei mesi di età e il piccolo lascia la madre pochi mesi dopo.
Lo springbok abita le zone aride dell'Africa meridionale e sud-occidentale. L'Unione Internazionale per la Conservazione della Natura (IUCN) lo classifica come specie a rischio minimo (Least Concern). Attualmente non vi sono fattori che possano mettere a rischio la sua sopravvivenza a lungo termine; lo springbok, infatti, è una delle poche specie di antilopi ad avere una popolazione in aumento. È una preda molto popolare tra i cacciatori e la sua carne e le sue pelli sono molto richieste. Lo springbok è l'animale nazionale del Sudafrica.

## Etimologia
Il nome comune «springbok» deriva dalle parole afrikaans spring («salto») e bok («antilope» o «capra»); il primo utilizzo documentato del nome risale al 1775. Il suo nome scientifico è Antidorcas marsupialis; l'appellativo del genere deriva dai termini greci anti, «opposto», e dorcas, «gazzella», e sta ad inticare che l'animale, pur avendo un aspetto molto simile, non è una gazzella. L'epiteto specifico marsupialis deriva dal latino marsupium («tasca») e si riferisce al lembo di pelle ripiegato come una tasca situato lungo la linea mediana del dorso, fino alla coda. In effetti, è proprio questa caratteristica fisica che distingue lo springbok dalle gazzelle vere e proprie.

## Tassonomia ed evoluzione
Lo springbok è l'unico membro del genere Antidorcas e viene classificato all'interno della famiglia Bovidae. Venne descritto per la prima volta dallo zoologo tedesco Eberhard August Wilhelm von Zimmermann nel 1780. Zimmermann lo assegnò al genere Antilope (al quale appartiene l'Antilope cervicapra), ma nel 1845 lo zoologo svedese Carl Jakob Sundevall ne fece l'unico rappresentante del genere Antidorcas da lui istituito.
Nel 2013 Eva Verena Bärmann (dell'università di Cambridge) e i suoi colleghi si dedicarono ad una revisione della filogenesi della sottofamiglia Antilopinae sulla base dei più recenti dati nucleari e mitocondriali. Il loro studio dimostrò che lo springbok e il gerenuk (Litocranius walleri) formano un loro proprio clade con la saiga (Saiga tatarica) come sister taxon. Lo studio ha sottolineato che la saiga e lo springbok potrebbero essere notevolmente differenti dal resto degli antilopini; nel 2007 uno studio filogenetico aveva addirittura suggerito che le due specie avrebbero potuto costituire un sister clade del gerenuk. Il seguente cladogramma è basato sullo studio del 2013.
|  | Gazella                                   |
|  |                                           |
|  | Antilope cervicapra (Antilope cervicapra) |
|  |                                           |

|  | Nanger   |
|  |          |
|  | Eudorcas |
|  |          |

|  | Gazella                                   |
|  |                                           |
|  | Antilope cervicapra (Antilope cervicapra) |
|  |                                           |

|  | Nanger   |
|  |          |
|  | Eudorcas |
|  |          |

|  | Springbok (Antidorcas marsupialis) |
|  |                                    |
|  | Gerenuk (Litocranius walleri)      |
|  |                                    |

|  | Gazella                                   |
|  |                                           |
|  | Antilope cervicapra (Antilope cervicapra) |
|  |                                           |

|  | Nanger   |
|  |          |
|  | Eudorcas |
|  |          |

|  | Gazella                                   |
|  |                                           |
|  | Antilope cervicapra (Antilope cervicapra) |
|  |                                           |

|  | Nanger   |
|  |          |
|  | Eudorcas |
|  |          |

|  | Springbok (Antidorcas marsupialis) |
|  |                                    |
|  | Gerenuk (Litocranius walleri)      |
|  |                                    |

|  | Gazella                                   |
|  |                                           |
|  | Antilope cervicapra (Antilope cervicapra) |
|  |                                           |

|  | Nanger   |
|  |          |
|  | Eudorcas |
|  |          |

|  | Gazella                                   |
|  |                                           |
|  | Antilope cervicapra (Antilope cervicapra) |
|  |                                           |

|  | Nanger   |
|  |          |
|  | Eudorcas |
|  |          |

|  | Springbok (Antidorcas marsupialis) |
|  |                                    |
|  | Gerenuk (Litocranius walleri)      |
|  |                                    |

|  | Gazella                                   |
|  |                                           |
|  | Antilope cervicapra (Antilope cervicapra) |
|  |                                           |

|  | Nanger   |
|  |          |
|  | Eudorcas |
|  |          |

|  | Gazella                                   |
|  |                                           |
|  | Antilope cervicapra (Antilope cervicapra) |
|  |                                           |

|  | Nanger   |
|  |          |
|  | Eudorcas |
|  |          |

|  | Springbok (Antidorcas marsupialis) |
|  |                                    |
|  | Gerenuk (Litocranius walleri)      |
|  |                                    |

|  | Gazella                                   |
|  |                                           |
|  | Antilope cervicapra (Antilope cervicapra) |
|  |                                           |

|  | Nanger   |
|  |          |
|  | Eudorcas |
|  |          |

|  | Gazella                                   |
|  |                                           |
|  | Antilope cervicapra (Antilope cervicapra) |
|  |                                           |

|  | Nanger   |
|  |          |
|  | Eudorcas |
|  |          |

|  | Springbok (Antidorcas marsupialis) |
|  |                                    |
|  | Gerenuk (Litocranius walleri)      |
|  |                                    |

|  | Gazella                                   |
|  |                                           |
|  | Antilope cervicapra (Antilope cervicapra) |
|  |                                           |

|  | Nanger   |
|  |          |
|  | Eudorcas |
|  |          |

|  | Gazella                                   |
|  |                                           |
|  | Antilope cervicapra (Antilope cervicapra) |
|  |                                           |

|  | Nanger   |
|  |          |
|  | Eudorcas |
|  |          |

|  | Springbok (Antidorcas marsupialis) |
|  |                                    |
|  | Gerenuk (Litocranius walleri)      |
|  |                                    |

|  | Gazella                                   |
|  |                                           |
|  | Antilope cervicapra (Antilope cervicapra) |
|  |                                           |

|  | Nanger   |
|  |          |
|  | Eudorcas |
|  |          |

|  | Gazella                                   |
|  |                                           |
|  | Antilope cervicapra (Antilope cervicapra) |
|  |                                           |

|  | Nanger   |
|  |          |
|  | Eudorcas |
|  |          |

|  | Springbok (Antidorcas marsupialis) |
|  |                                    |
|  | Gerenuk (Litocranius walleri)      |
|  |                                    |

|  | Gazella                                   |
|  |                                           |
|  | Antilope cervicapra (Antilope cervicapra) |
|  |                                           |

|  | Nanger   |
|  |          |
|  | Eudorcas |
|  |          |

|  | Gazella                                   |
|  |                                           |
|  | Antilope cervicapra (Antilope cervicapra) |
|  |                                           |

|  | Nanger   |
|  |          |
|  | Eudorcas |
|  |          |

|  | Springbok (Antidorcas marsupialis) |
|  |                                    |
|  | Gerenuk (Litocranius walleri)      |
|  |                                    |

I più antichi resti fossili appartenenti ad uno springbok risalgono al Pliocene; questa antilope sembra essersi evoluta circa tre milioni di anni fa a partire da un antenato simile alla gazzella. Sono state identificate tre specie fossili di Antidorcas, oltre a quella attuale, e sembra che in passato i rappresentanti di questo genere fossero presenti in tutta l'Africa. Due di queste forme, A. bondi e A. australis, scomparvero circa 7000 anni fa (Olocene inferiore). La terza, A. recki, probabilmente dette origine all'attuale A. marsupialis nel corso del Pleistocene, circa 100.000 anni fa. I fossili di queste specie sono stati rinvenuti in vari siti di Pliocene, Pleistocene e Olocene situati in Africa settentrionale, meridionale e orientale. Fossili risalenti a 80.000 e 100.000 anni fa sono stati portati alla luce, rispettivamente, a Herolds Bay (Provincia del Capo Occidentale, Sudafrica) e a Florisbad (Free State).
Vengono riconosciute tre sottospecie:
- A. m. angolensis Blaine, 1922, presente nelle province di Benguela e Namibe (Angola sud-occidentale).
- A. m. hofmeyri Thomas, 1926, presente nella regione di Berseba e nel Great Namaqualand (Africa sud-occidentale). Il suo areale si estende a nord del fiume Orange, da Upington e Sandfontein fino alle aree limitrofe di Botswana e Namibia.
- A. m. marsupialis Zimmermann, 1780, con un areale situato a sud del fiume Orange, dal Capo di Buona Speranza nord-orientale al Free State e a Kimberley.

## Descrizione

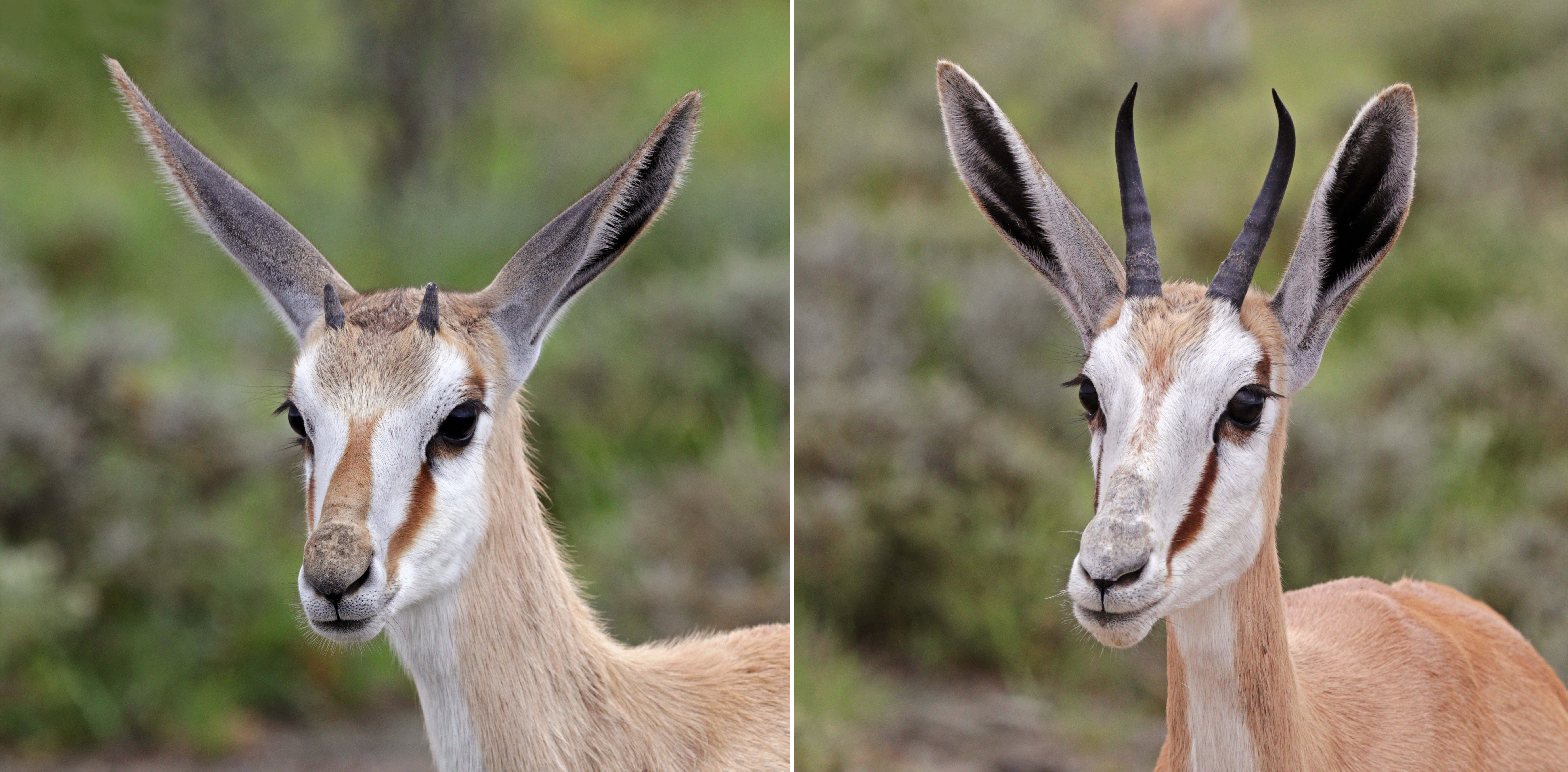
La crescita delle corna nei maschi
giovane (sinistra); adulto (destra)

Lo springbok è un'antilope dalla struttura leggera, con zampe e collo lunghi. Entrambi i sessi misurano 71–86 cm di altezza al garrese e 120–150 cm di lunghezza testa-corpo. In entrambi i sessi il peso può variare tra i 27 e i 42 kg. La coda, lunga 14–28 cm, termina con un breve ciuffo nero. Le varie sottospecie differiscono parecchio per peso e dimensioni. Nel corso di un apposito studio sono state calcolate le dimensioni medie per ciascuna delle tre. I maschi di A. m. angolensis misurano 84 cm di altezza al garrese, mentre le femmine ne raggiungono 81. I maschi pesano circa 31 kg, mentre le femmine, leggermente più pesanti, 32. A. m. hofmeyri è la sottospecie di maggiori dimensioni: i maschi sono alti quasi 86 cm, ma le femmine, molto più basse, 71 cm. I maschi, del peso di 42 kg, sono più pesanti delle femmine, che pesano 35 kg. Al contrario, A. m. marsupialis è la sottospecie più piccola: i maschi sono alti 75 cm e le femmine 72. Il peso medio dei maschi è di 31 kg, mentre quello delle femmine di 27 kg. Un ulteriore studio ha messo in luce una stretta correlazione tra la disponibilità di proteine nella dieta invernale e il peso corporeo.
Sulla faccia bianca spiccano due strisce scure che vanno dall'angolo degli occhi fino alla bocca. Sulla fronte è presente una chiazza scura. Negli esemplari giovani le strisce e la macchia sono di colore marrone chiaro. Le orecchie, strette e appuntite, misurano 15–19 cm. Generalmente di colore marrone chiaro, lo springbok possiede una banda bruno-rossastra che corre orizzontalmente dalla parte alta delle zampe anteriori fino al margine delle natiche, separando la colorazione scura del dorso da quella bianca dell'addome. La coda (eccetto il ciuffo terminale di peli neri), le natiche, la parte interna delle zampe e il posteriore sono di colore bianco candido. Sono presenti inoltre altre due varietà - una forma nera ed una bianca - selezionate artificialmente in alcuni ranch del Sudafrica. Sebbene alla nascita presentino un manto di colore nero uniforme, gli adulti di springbok nero, raggiunta la maturità, presentano un manto caratterizzato da due diverse tonalità di bruno-cioccolato e sviluppano un disegno bianco sulla faccia. Gli springbok bianchi, invece, come indica il nome, hanno una colorazione prevalentemente bianca con una striscia di colore camoscio chiaro sui fianchi.
Anche le tre sottospecie differiscono tra loro nella colorazione. A. m. angolensis ha un manto di colore da marrone a tenné, con strisce marrone scuro sulla faccia che si estendono per due-terzi della lunghezza del muso. Mentre la striscia laterale è quasi nera, quelle che contornano il posteriore sono marrone scuro. La macchia marrone sulla fronte si estende fino al livello degli occhi ed è separata dalla colorazione bianco intenso della faccia da un bordo marrone scuro. Sul naso è presente una macchia marrone. A. m. hofmeyri è di colore fulvo chiaro, con sottili strisce marrone scuro sulla faccia. Le strisce sui fianchi variano da marrone scuro a nero e quelle posteriori sono marroni. La macchia sulla fronte, marrone scura o fulva, si estende oltre il livello degli occhi e si fonde con il bianco della faccia senza alcuna linea di demarcazione. Sul naso può essere presente una debole macchia di colore chiaro. A. m. marsupialis presenta un manto marrone castano, con sottili strisce chiare sulla faccia. Le strisce in prossimità del posteriore sono ben marcate, mentre quella sui fianchi è marrone scuro. La fronte può essere marrone, fulva o bianca, ma la macchia non si estende mai oltre gli occhi ed è priva di contorni netti. Il naso può essere bianco o presentare una macchia marrone.
La pelle lungo la parte mediana del dorso è ripiegata su sé stessa ed è ricoperta da peli bianchi lunghi 15–20 cm che vengono sollevati da appositi muscoli erettori (situati tra i follicoli piliferi). Questi peli bianchi sono quasi completamente nascosti da quelli marroni circostanti fino a quando la piega non si apre: questa particolarità è una delle principali caratteristiche che distinguono questa antilope dalle gazzelle. Tuttavia, essa si differenzia anche per altri aspetti, ad esempio per il fatto di avere due premolari su ogni semiarcata, piuttosto che tre come le gazzelle. Ciò fa sì che lo springbok abbia 28 denti, invece che 32 come le gazzelle. Inoltre nello springbok il ponte del naso è più lungo, largo e rigido, le guance sono dotate di una muscolatura più forte e le corna hanno una struttura diversa.
Entrambi i sessi sono dotati di corna nere, lunghe circa 35–50 cm, diritte alla base ma rivolte all'indietro all'estremità. In A. m. marsupialis le femmine hanno corna più sottili di quelle dei maschi; inoltre, nelle prime raggiungono una lunghezza pari soltanto al 60-70% di quelle dei secondi. Le corna presentano una circonferenza alla base di 71–83 mm, ma si affusolano fino ad avere una circonferenza all'estremità di 56–65 mm. Nelle altre due sottospecie, tuttavia, le corna di entrambi i sessi sono quasi del tutto simili. L'impronta lasciata dagli zoccoli di questa specie, stretta e appuntita, è lunga 5,5 cm.

## Ecologia e comportamento

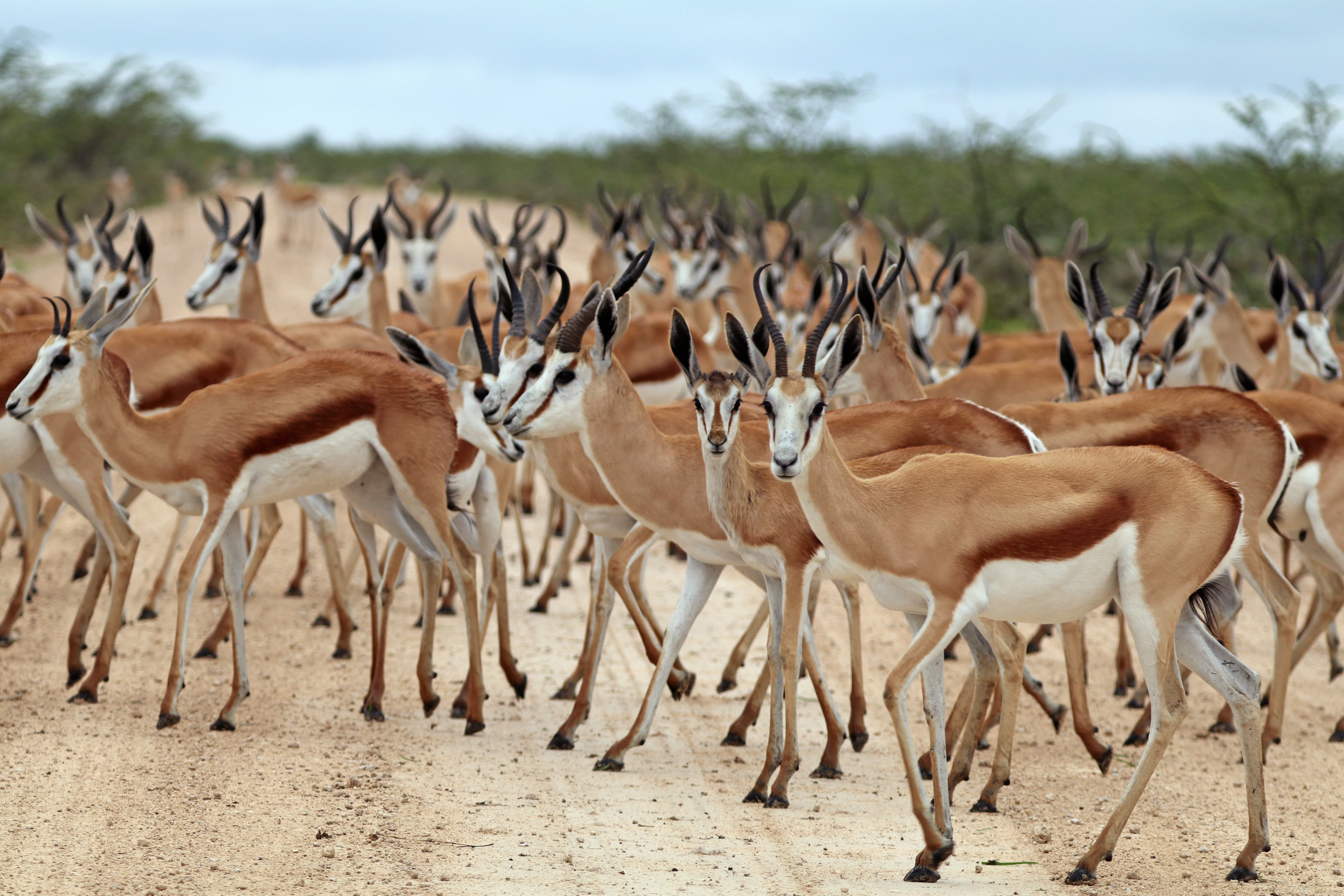
Un branco di springbok
Parco nazionale d'Etosha, Namibia

Gli springbok sono attivi soprattutto verso l'alba e il crepuscolo, ma la loro attività è influenzata dalle condizioni meteorologiche: quando fa molto caldo possono nutrirsi anche di notte, mentre nei mesi più freddi non è raro vederli pascolare anche nelle ore più calde della giornata. Riposano all'ombra di alberi o arbusti e spesso si sdraiano perfino su terreno scoperto quando è più freddo. La struttura sociale degli springbok è simile a quella delle gazzelle di Thomson. Vivono in branchi misti o in harem dove vi è un rapporto tra femmine e maschi grossomodo di 3:1; esistono anche gruppi di scapoli. Durante la stagione degli amori i maschi si radunano in branchi e si aggirano per le pianure in cerca di femmine con cui accoppiarsi. Le femmine, invece, vivono con la propria prole all'interno di branchi che solo molto raramente comprendono dei maschi dominanti. I maschi territoriali radunano i gruppi di femmine che penetrano all'interno dei loro territori e tengono queste ultime lontane dalle attenzioni degli scapoli; le madri e i loro piccoli possono raggrupparsi in appositi gruppi-nursery separati dagli harem e dai gruppi di scapoli. Dopo lo svezzamento le giovani femmine rimangono con la madre fino alla nascita del piccolo successivo, mentre i maschi si uniscono ai gruppi di scapoli.
Uno studio sul comportamento di vigilanza dei branchi ha rivelato che gli individui ai margini della mandria tendono ad essere più cauti; il tasso di vigilanza diminuisce con l'aumentare delle dimensioni del gruppo. È stato riscontrato che le dimensioni del gruppo e la distanza da strade e cespugli hanno una maggiore influenza sul grado di vigilanza degli springbok, più tra gli esemplari che pascolano che tra i loro simili che brucano. Gli adulti sono risultati essere più vigili dei giovani, e i maschi più vigili delle femmine. Gli springbok che attraversano una zona ricoperta da cespugli tendono ad essere più vulnerabili agli attacchi dei predatori in quanto questi ultimi non possono essere avvistati con facilità e di solito tendono agguati nascondendosi proprio tra i cespugli. Un altro studio ha calcolato che il tempo trascorso a vigilare dagli springbok ai margini del branco è più o meno il doppio di quello speso per la stessa cosa dagli individui situati al centro del branco e su terreno scoperto. Gli springbok si sono rivelati più cauti in tarda mattinata che all'alba o nel pomeriggio, e più di notte che di giorno. È risultato che i tassi e i metodi di vigilanza variano in modo da ridurre il rischio di cadere vittima dei predatori.

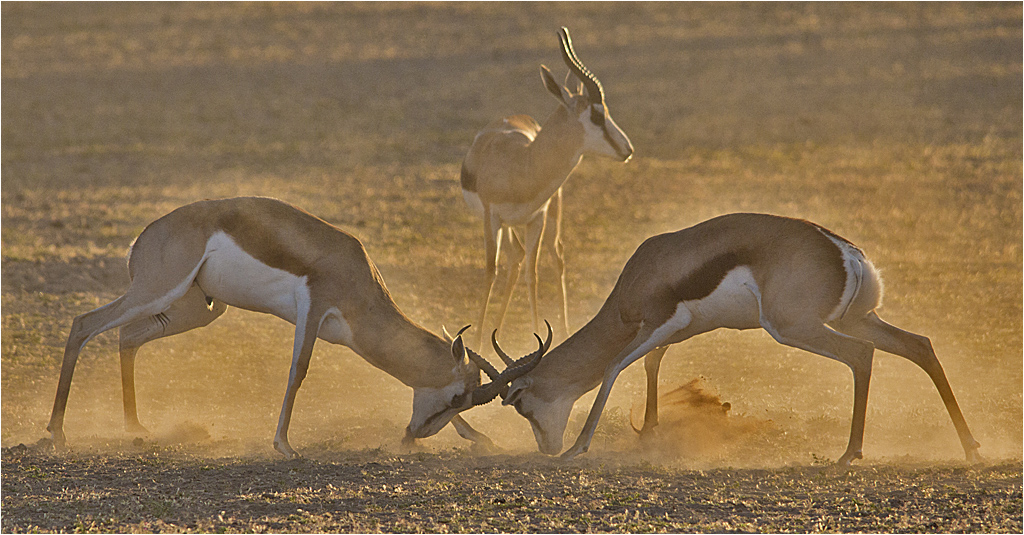
Combattimento tra springbok.

Durante il periodo in cui vanno in calore i maschi stabiliscono i propri territori, di dimensioni variabili tra i 10 e i 70 ettari, dei quali marcano i confini con l'urina e depositando grosse pile di escrementi. I maschi di territori confinanti si scontrano di frequente per l'accesso alle femmine, incrociando le corna e facendo con esse torsione o leva e usandole ogni tanto per dare una stilettata all'avversario. Le femmine si spostano attraverso i territori di diversi maschi. Al di fuori del periodo del calore i gruppi misti possono comprendere da un minimo di tre a più di 180 individui, mentre i gruppi di scapoli generalmente non comprendono più di cinquanta esemplari. Gli harem e i gruppi-nursery sono molto più piccoli e di solito non comprendono più di dieci individui.

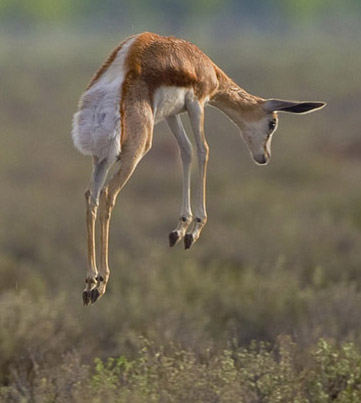
Il pronking in uno springbok.

In passato, quando grandi popolazioni di springbok vagavano attraverso il deserto del Kalahari e il Karoo, milioni di springbok in migrazione formavano mandrie sterminate lunghe centinaia di chilometri che potevano impiegare giorni per attraversare una sola cittadina. Questi spostamenti di massa, conosciuti in afrikaans come trekbokken, avevano luogo durante prolungati periodi di siccità. Dopo queste lunghe migrazioni i branchi potevano ritirarsi tranquillamente nelle zone da cui erano venuti. I trekbokken hanno ancora luogo occasionalmente in Botswana, ma si tratta di manifestazioni su scala molto più piccola rispetto al passato.
Gli springbok spesso effettuano serie di balzi ripetuti che possono raggiungere i 2 m di altezza - pratica nota come pronking (termine derivato dall'afrikaans pronk, «mettere in mostra»). Nel pronking gli springbok eseguono una serie di salti in aria tenendo le zampe rigide, il dorso inarcato e la piega di peli bianchi sul posteriore sollevata. Quando un maschio vuole mostrare il suo vigore per attrarre una potenziale compagna, o per scoraggiare i predatori, inizia ad effettuare un trotto con le zampe irrigidite, lanciandosi in aria con il dorso arcuato dopo aver compiuto pochi passi e sollevando la piega cutanea sul dorso. Il sollevamento di quest'ultima fa sì che i lunghi peli bianchi sotto la coda formino come una specie di vistoso ventaglio, che a sua volta emette un forte odore di sudore. Sebbene la causa esatta di questo comportamento sia sconosciuta, gli springbok esibiscono questa attività quando sono nervosi o, al contrario, eccitati. La teoria più accettata tra gli studiosi è che il pronking sia un metodo per lanciare l'allarme una volta avvistato un potenziale predatore oppure per confonderlo, o per visualizzare meglio un predatore nascosto; può anche essere utilizzato nelle parate nuziali. Gli springbok sono antilopi molto veloci e sono stati documentati picchi di 88 km/h. Essi generalmente tendono ad essere ignorati dai leoni, tranne che nella stagione della riproduzione. I principali predatori degli springbok sono caracal, ghepardi, leopardi, iene maculate, sciacalli dalla gualdrappa e licaoni. Gatti selvatici sudafricani, aquile di Verreaux, aquile marziali e aquile rapaci catturano solamente giovani esemplari. Gli springbok sono generalmente animali silenziosi, anche se occasionalmente possono emettere deboli muggiti come segno di saluto e forti sbuffi quando sono allarmati.

### Parassiti

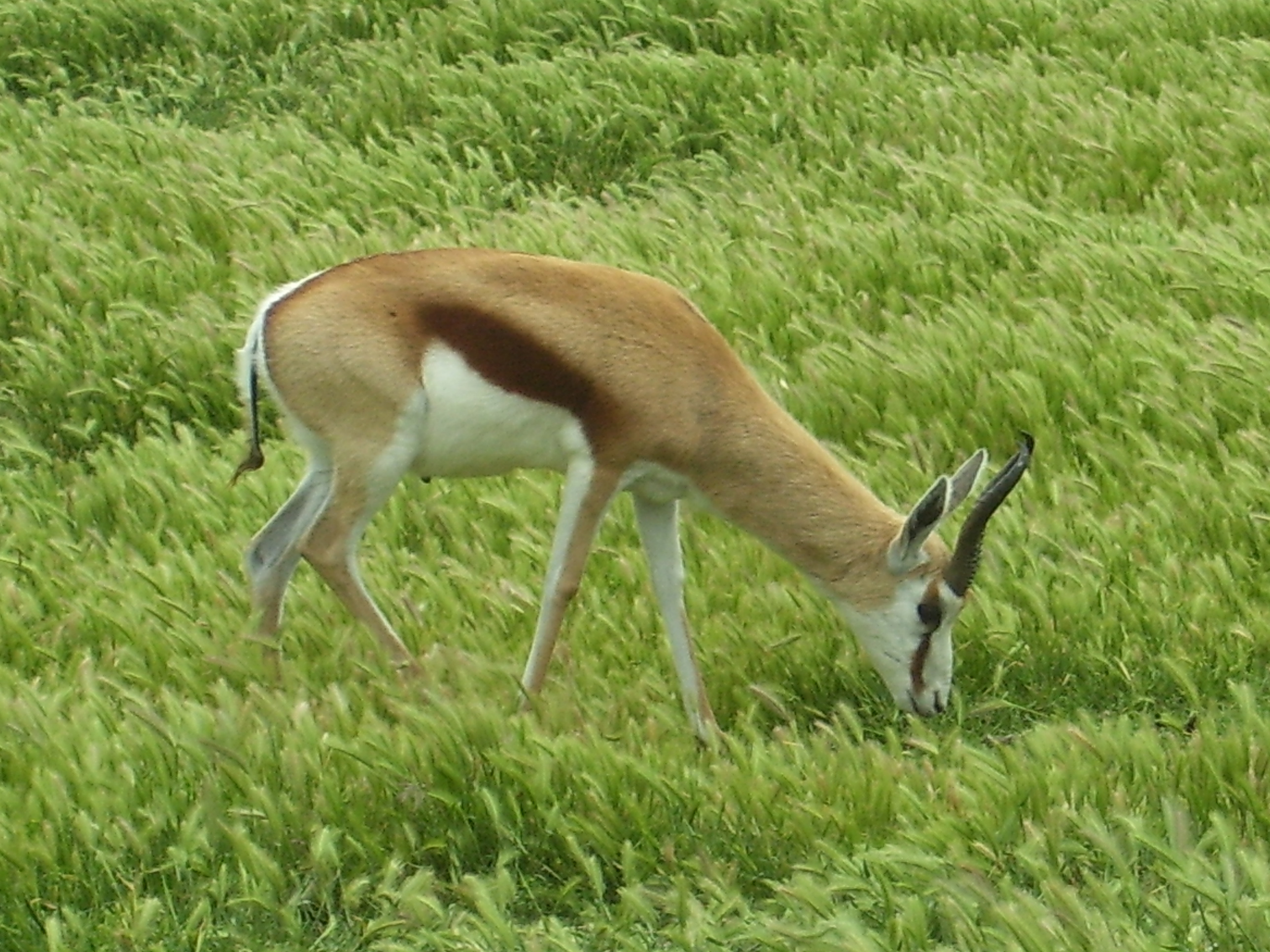
Gli springbok si nutrono di erbe succulente.

Uno studio del 2012 ha esaminato gli effetti dell'andamento delle precipitazioni e delle infezioni da parassiti sulla salute degli springbok nel parco nazionale di Etosha. È stato osservato che i maschi e gli esemplari giovani godevano di maggior salute verso la fine della stagione delle piogge. La salute delle femmine, invece, è risultata essere più influenzata dai parassiti che dalle precipitazioni; i parassiti nel corpo delle femmine raggiungevano il picco prima e immediatamente dopo il parto. Gli studi dimostrano che gli springbok ospitano elminti (Haemonchus, Longistrongylus e Trichostrongylus), zecche della famiglia Ixodidae (Rhipicephalus) e pidocchi (Damalinia e Linognathus). I parassiti del genere Eimeria colpiscono soprattutto gli esemplari giovani.

### Alimentazione
Gli springbok sono prevalentemente brucatori, ma all'occasione possono diventare anche pascolatori; si nutrono di arbusti e di giovani piante succulente (come le specie del genere Lampranthus) prima che vadano incontro a lignificazione. Prediligono erbe come Themeda triandra. Possono ricavare l'acqua di cui hanno bisogno dalle sostanze di cui si nutrono e durante la stagione secca sono in grado di sopravvivere senza bere acqua. In casi estremi possono sopravvivere senza bere acqua per una vita intera. Riescono a fare così nutrendosi di fiori, semi e foglie di arbusti prima dell'alba, quando questi sono maggiormente ricchi di liquidi. In luoghi come il parco nazionale di Etosha gli springbok vanno in cerca di pozze d'acqua quando sono disponibili. Queste antilopi si radunano durante la stagione delle piogge e si disperdono durante quella secca, diversamente da molti altri mammiferi africani.

### Riproduzione

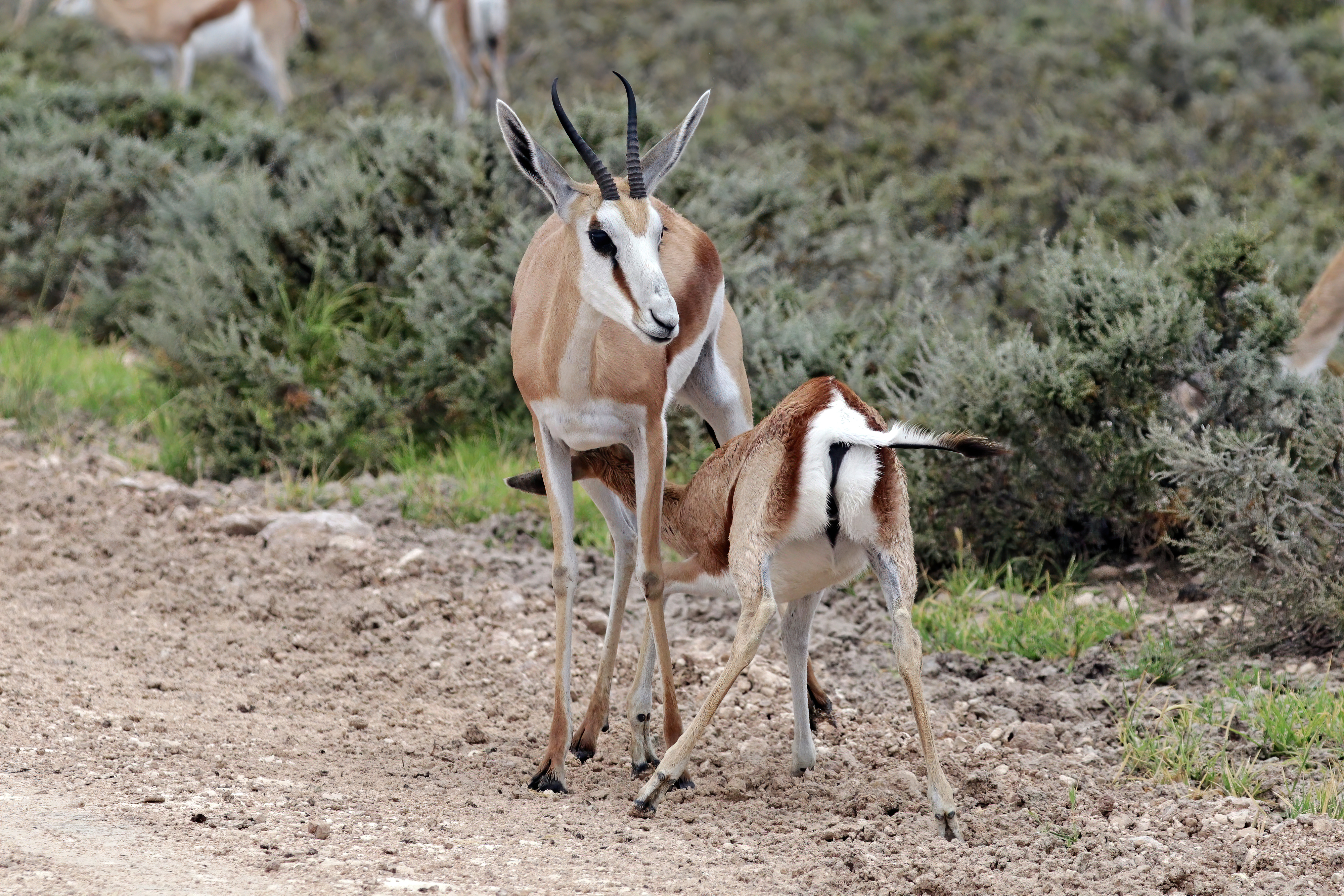
Una femmina mentre allatta il suo cucciolo

Gli springbok possono riprodursi in ogni periodo dell'anno, ma è più probabile che le femmine vadano in estro durante la stagione delle piogge, quando vi è maggiore disponibilità di cibo. Le femmine sono in grado di concepire già all'età di sei-sette mesi, mentre i maschi raggiungono la maturità sessuale solamente a due anni; il periodo del calore dura dai 5 ai 21 giorni. Quando una femmina si avvicina ad un maschio in calore, quest'ultimo tiene la testa e la coda al livello del suolo, abbassa le corna ed emette un suono rumoroso per attirare la sua attenzione. Il maschio poi urina e annusa il perineo della femmina. Se questa è recettiva, anch'essa urinerà, e il maschio farà una smorfia di flehmen e le darà dei colpetti con la zampa fino a quando lei non andrà via o permetterà a lui di accoppiarsi. La copulazione consiste in una singola spinta pelvica.
La gestazione dura da cinque a sei mesi, trascorsi i quali nasce un unico piccolo (o più raramente due). La maggior parte delle nascite hanno luogo in primavera (da ottobre a novembre), prima dell'inizio della stagione delle piogge. Il neonato pesa da 3,8 a 5 kg; la femmina lo lascia nascosto al sicuro quando deve allontanarsi. Madre e piccolo si ricongiungono al branco circa tre o quattro settimane dopo il parto; il giovane viene svezzato a cinque o sei mesi. Quando la madre partorisce nuovamente, il figlio precedente, ora dell'età di 6-12 mesi, la abbandona per unirsi ad un branco di esemplari adulti. Così una femmina può partorire due volte all'anno, e perfino tre nel caso in cui uno dei piccoli muoia. In natura gli springbok possono vivere fino a dieci anni.

## Distribuzione e habitat

Areale dello springbok.

Lo springbok abita le zone aride dell'Africa meridionale e sud-occidentale. Il suo areale si estende dalle regioni nord-occidentali del Sudafrica fino a Namibia e Botswana, attraverso il deserto del Kalahari; il Transvaal ne delimita il confine orientale, mentre ad ovest esso si spinge fino all'Atlantico e a nord fino alle regioni meridionali di Angola e Botswana. In Botswana è presente soprattutto nel deserto del Kalahari, nelle regioni sud-occidentali e centrali del Paese. La specie è presente in tutta la Namibia, nelle vaste praterie del Free State e nelle boscaglie del Karoo in Sudafrica; al contrario, in Angola la sua presenza è limitata al solo deserto del Namib.
L'areale storico della specie comprendeva tutte le praterie aride, le savane e le boscaglie dell'Africa sud-occidentale e meridionale; gli esemplari presenti nelle regioni meridionali dell'areale effettuavano sporadiche migrazioni. Al giorno d'oggi questi spostamenti si osservano solo molto di rado, ma grossi raggruppamenti di animali possono essere ancora osservati nelle aree con bassa vegetazione predilette dalla specie, come il deserto del Kalahari.

## Conservazione
Lo springbok viene classificato come specie a rischio minimo (Least Concern) dall'Unione Internazionale per la Conservazione della Natura (IUCN). Non vi sono grossi rischi che ne minaccino la sopravvivenza a lungo termine. Al contrario, lo springbok è una delle poche antilopi ad avere un trend di popolazione positivo.
Lo springbok è presente in varie aree protette sparse per il suo areale: tra esse ricordiamo il parco nazionale di Nxai Pan in Botswana, il parco transfrontaliero di Kgalagadi tra Botswana e Sudafrica, i parchi nazionali di Etosha e di Namib-Naukluft in Namibia, i parchi nazionali di Mokala e del Karoo e un gran numero di riserve provinciali in Sudafrica. Nel 1999 Rod East dello IUCN SSC Antelope Specialist Group stimò la popolazione totale degli springbok del Sudafrica a più di 670.000 capi, sottolineando però che molto probabilmente si trattava di una sottostima. Tuttavia, le stime delle popolazioni di Namibia, Angola, Botswana, Transvaal, Karoo e Free State (per un totale di quasi 2-2,5 milioni di capi in tutta l'Africa australe) si sono rivelate in totale disaccordo con la stima di East. Gli springbok godono di attive misure di protezione su alcuni terreni privati. Piccole popolazioni sono state introdotte anche in terreni privati e aree provinciali del KwaZulu-Natal.

## Rapporti con l'uomo

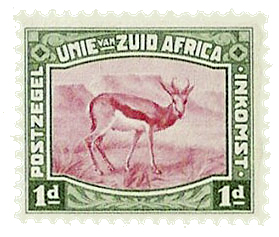
Francobollo del Sudafrica del 1923.

Gli springbok sono oggetto di caccia in tutta la Namibia, il Botswana e il Sudafrica a causa della loro pelle, molto apprezzata; sono prede molto comuni tra i cacciatori a causa del loro grande numero e della facilità con cui possono sopravvivere anche nelle fattorie. L'esportazione di pelli di springbok, soprattutto dalla Namibia e dal Sudafrica, è un'industria in forte espansione; queste pelli vengono utilizzate in tassidermia. Anche la loro carne è molto apprezzata ed è facilmente disponibile nei supermercati del Sudafrica. Nel 2011 gli springbok, i gemsbok e i kudù maggiori fornivano insieme circa i due terzi della carne di selvaggina prodotta nelle fattorie della Namibia; quasi 90 tonnellate di carne di springbok vengono esportate sotto forma di carne disossata meccanicamente nei mercati di oltreoceano.
Uno studio del 2007 ha indicato che il muscolo grande dorsale dello springbok è costituito per l'1,1-1,3% da costituenti inorganici, per l'1,3-3,5% da lipidi, per il 72-75% da acqua e per il 18-22% da proteine. L'acido stearico è il principale tra gli acidi grassi e costituisce il 24-27% del loro totale. Il contenuto di colesterolo varia tra 54,5 e 59 mg per 100 g di carne. Il pH della carne aumenta se lo springbok è sotto stress o se il taglio della carne viene effettuato in modo sbagliato; di conseguenza la sua qualità diminuisce e il colore diviene più scuro. La carne potrebbe danneggiarsi se l'animale viene ucciso con un'arma da fuoco. La carne può essere consumata cruda o utilizzata per preparare piatti. Il biltong può essere preparato conservando la carne cruda con aceto, spezie e sale da tavola, senza farla fermentare, per poi essiccarla. La carne di springbok può essere utilizzata anche per preparare salami; uno studio ha rivelato che il salame di springbok ha un gusto migliore di quello del salame di montone ed è più oleoso di quello di manzo, cavallo o montone.

## Cultura di massa
Lo springbok è uno dei simboli nazionali del Sudafrica fin dai tempi dell'apartheid.
Esso è adottato come soprannome o come mascotte da alcune squadre sportive sudafricane, delle quali la più famosa è senza dubbio la nazionale di rugby.
È inoltre l'animale nazionale del Paese. Perfino dopo la caduta dell'apartheid Nelson Mandela intervenne per mantenere questo animale come simbolo della squadra di rugby in segno di riconciliazione tra i tifosi, la maggior parte dei quali erano bianchi.
Dal 1913 la mostrina dei Royal Canadian Dragoons raffigura uno springbok in riferimento al coinvolgimento dell'unità nella seconda guerra boera.